# 켄코아에어로스페이스
켄코아에어로스페이스 주식회사(영어: Kencoa Aerospace)는 대한민국의 항공방산 기업이다.

## 역사 및 현황
대학교 1학년에 미국 이민을 떠났으나 한국으로 돌아와 대학(서울대 경영학과)을 졸업하고 미국으로 다시 건너간 한국계 미국인 케네스 민규 리가 설립하였다.
2019년 사모펀드 운용사인 IMM인베스트먼트가 프리IPO에 참여해 175억원을 투자하여 2대 주주로 올라섰고 2020년 상장 후 보통주를 매각해 60% 이상의 수익을 올렸다.
2024년 IMM인베스트먼트가 특수목적법인(SPC)인 케플러 주식회사를 세워 이대표사 현물출자를 하고 전환사채를 인수하는 방식으로 1,300억 원을 투자하였다.